# Płoszczad´ Garina-Michajłowskogo
Płoszczad´ Garina-Michajłowskogo (ros. Площадь Гарина-Михайловского) – stacja początkowa linii Dzierżyńskiej, znajdującego się w Nowosybirsku systemu metra.

## Charakterystyka
Stacja Płoszczad´ Garina-Michajłowskogo położona jest na obszarze rejonu żeleznodorożnyjego. Nazwana na cześć Nikołaja Garina-Michajłowskiego, pisarza i inżyniera związanego z miastem. W 1979 roku rozpoczęły się prace przygotowawcze wraz z budową pierwszej linii nowosybirskiego metra. Prace trwały równolegle wraz z budową stacji Sibirskaja. 
Stacja o typie kolumnowym, które wykonane są z szarego marmuru. Ściany wyłożone purpurowym marmurem. Na dekoracje stacji ogłoszono konkurs, który wygrał zespół architektów i artystów pochodzących z Moskwy. Z przyczyn ekonomicznych zmieniono rodzaj marmuru na tańszy. Sprawiło to, że przez następne dekady marmur ten wykazywał właściwości absorbujące kurz i zanieczyszczenia, co doprowadziło do widocznych zmian koloru. Przy budowie pojawiły się też problemy z systemem kanalizacyjnym, znajdującym się pod ulicami oraz z niezwykle twardym gruntem. Do 2000 roku na tym odcinku linii Dzierżyńskiej w użyciu był tylko jeden tunel. Płoszczad´ Garina-Michajłowskogo została oddana do użytku 31 grudnia 1987 roku. Stacja umożliwia przesiadkę do transportu kolejowego, przy pomocy połączenia z Nowosybirskim Dworcem Kolejowym.